# Jenny Hendrix
Jenny Hendrix (New Port Richey, Florida; 5 de abril de 1986) es una actriz pornográfica retirada y modelo estadounidense.

## Biografía
En 2005 se incorporó a la industria pornográfica cuando tenía 19 años.
Durante sus años de universidad fue bailarina de estriptis y cuando necesitó dinero para el alquiler, se encontró con alguien que le ofreció realizar una escena en Florida. Después de realizarla se trasladó a Miami y luego a California. La impresión sobre la industria le sorprendió, porque fue más profesional de lo que anticipaba. Su primera experiencia sexual la tuvo a los 16 años con un exnovio que tenía 18 años.
Desde su primera aparición en la serie Captain Stabbin, ha realizado más de cien películas, entre las que están Jenny Hendrix anal experience (2007), Ass Worship 10 (2007) o Big Wet Asses 12 (2007). Esta última, producida por Elegant Angels, fue galardonada en los Premio AVN del 2006 y 2007 en la categoría a la mejor serie porno. Recientemente ha logrado interpretar su primer papel protagonista en la película independiente de terror del director Jay Woelfel Live Evil, rodada a finales del 2007. Fue nominada en la categoría "Best Tease" durante los AVN Awards del 2008 así como en la de "Oralista Orgásmica" en los Premios XRCO del mismo año. También realizó cameos en videos musicales para «I'm in Miami Trick» de LMFAO y «10 Miles Wide» de Escape the Fate.
Ha modelado para Hawaiian Tropic y Rockstar Energy Drink.
El 19 de agosto de 2011, Hendrix anunció a través de su cuenta de Twitter su retiro de la industria del entretenimiento para adultos.

## Premios y nominaciones
- 2008 Premio AVN (nominada) - Mejor escena
- 2008 XRCO Award (nominada) - Orgasmic Oralist
- 2009 Premio AVN (nominada) – Escena Most Outrageous por Milk Nymphos 2[9]
- 2009 Premio AVN (nominada) – Mejor escena anal por The Jenny Hendrix Anal Experience[9]
- 2009 Premio AVN (nominada) – Mejor actriz del año[9]
- 2009 Premio AVN (nominada) – Mejor escena de sexo (Trío) por The Jenny Hendrix Anal Experience[9]
- 2009 Premio AVN (nominada) – Mejor escena de sexo (Trío) por Secretary's Day 2[9]
- 2009 Premio AVN (nominada) – Mejor Tease Performance por The Jenny Hendrix Anal Experience[9]
- 2009 Premio AVN (nominada) – Mejor escena POV (Punto de vista Pornográfico) por Fucked on Sight 3[9]
- 2009 Premio AVN (nominada) – Mejor escena de sexo con doble penetración por Anal Cavity Search[9]
- 2009 Premio AVN (nominada) – Mejor escena de sexo con doble penetración por The Jenny Hendrix Anal Experience[9]
- 2009 Premio AVN Mejor trio con Delilah Strong y Michael Stefano por Jenny Hendrix Anal Experience.[10]